# Othreis homaena
Othreis homaena är en fjärilsart som beskrevs av Jacob Hübner 1827. Othreis homaena ingår i släktet Othreis och familjen nattflyn. Inga underarter finns listade i Catalogue of Life.

## Bildgalleri

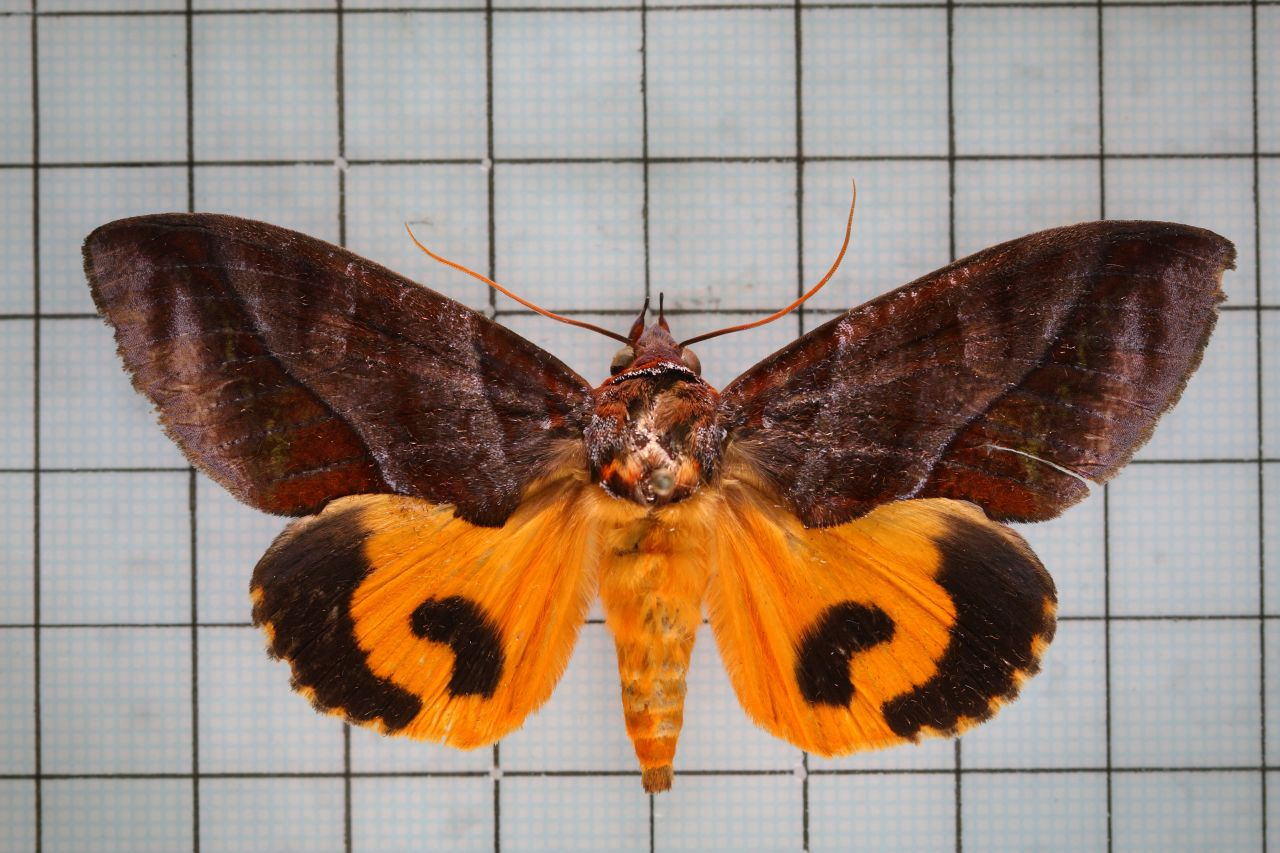
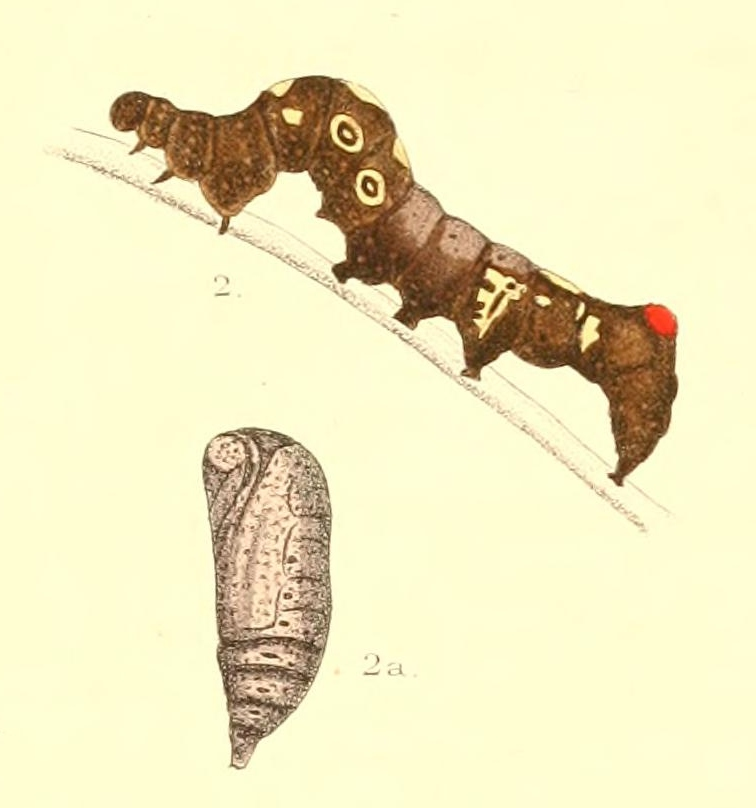
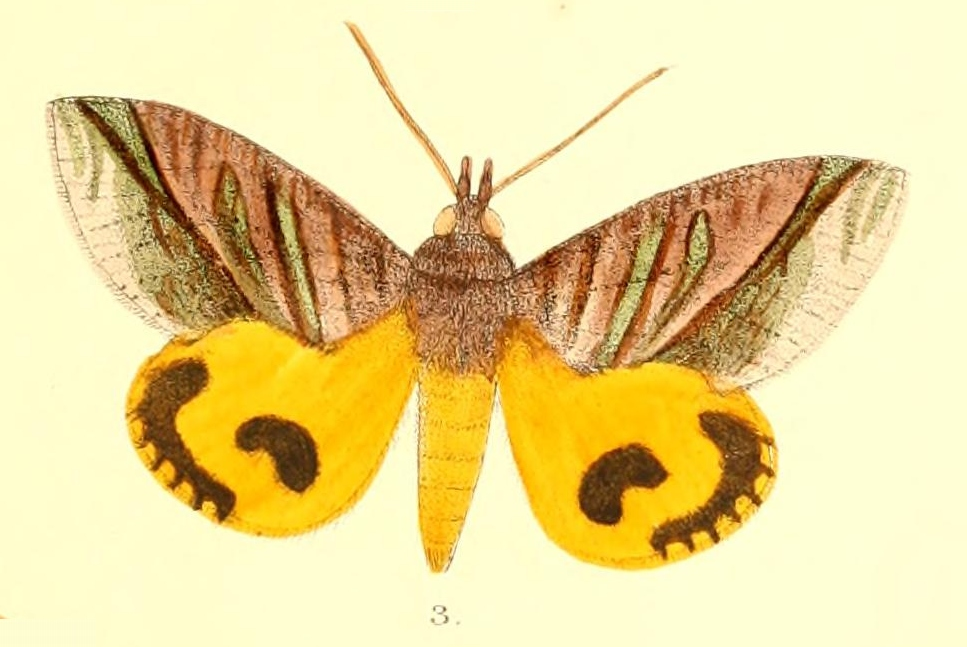